# Болдюк, Александр
Александр Болдюк (фр. Alexandre Bolduc; 26 июня 1985, Монреаль) — канадский хоккеист, нападающий.

## Карьера
Болдюк начал свою карьеру хоккеиста в клубе QMJHL «Руэн-Норанда Хаскис», где отыграл четыре сезона, четвертый был неполным, так как нападающий перешел в другой клуб этой лиги «Шавиниган Катарактес».
Летом 2005 года заключает контракт с клубом АХЛ «Манитоба Мус». Один из лучших сезонов он проводит в 2007/08 годах, где набирает 37 (18 + 19) очков, что в конечном итоге дает возможность сыграть за клуб НХЛ «Ванкувер Кэнакс». Правда в следующем сезоне за «Канакс», он сыграл всего семь матчей и сделал одну результативную передачу, выступая бо́льшую часть времени за фарм-клуб «Манитоба Мус».
Свою первую в карьере НХЛ шайбу он забросил в матче против «Колорадо Эвеланш».

### Карьера в сборной
Победитель юниорского чемпионата мира 2003.

## Достижения
- Участник матча «Всех звёзд» АХЛ 2011.
- Чемпион мира среди юниорских команд 2003